# Atudara
Atudara ist ein osttimoresischer Suco im Verwaltungsamt Cailaco (Gemeinde Bobonaro).

## Geographie

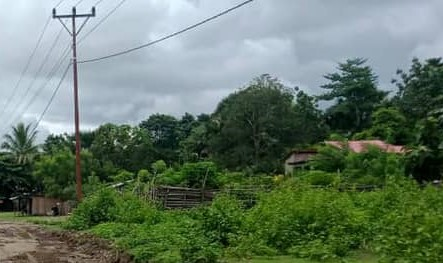
Im Suco Atudara

Atudara hat eine Fläche von 27,49 km² und teilt sich in die vier Aldeias Atubuti (Atu Buti), Biateho (Biateo), Nuapu (Noapu) und Tuturema.
Zum Suco Atudara gehören zwei getrennte Territorien im Verwaltungsamts Cailaco. Das Gebiet im Zentrum Cailacos mit den Aldeias Biateho und Nuapu grenzt nördlich an den Suco Purugua und südlich an den Suco Dau Udo und den Suco Meligo. Westlich des Flusses Nunura liegt das Verwaltungsamt Atabae und östlich des Marobo die Gemeinde Ermera. Beide Flüsse gehören zum System des Lóis. Der Lesupu entspringt in Atudara und verschwindet innerhalb des Sucos in den Reisfeldern am Nunura. Durch den Westen fließt der Timoreme zum Nunura. Der Timoreme entspringt im Grenzgebiet zu Meligo. Nur durch den Westen führt eine Straße, die Cailacos Hauptort Marko mit Hatolia Vila (Gemeinde Ermera). Um sie herum gruppiert sich die Besiedlung: Die Dörfer Banedole, Maumela (Biateho), Biadila, Nuapu und etwas abseits der Straße Sabarakalara. Das gebirgige Gebiet im Zentrum und Osten ist unbesiedelt, auch wenn Landkarten von 2008 hier die Orte Poelete und Paslete sowie den Verwaltungssitz von Cailaco anzeigen. Hier befinden sich unter anderem die Hügel und Berge Foho Maulacobe (Lage), Foho Poelau (Lage), Foho Poelete (Lage) und Foho Poetete (Lage).
Im Südosten des Verwaltungsamts Cailaco liegt das zweite Territorium von Atudara mit den Aldeias Atubuti und Tuturema. Südlich davon liegt der Suco Raiheu, westlich die Sucos Manapa und Meligo und nördlich der Suco Goulolo. Südöstlich liegt das Verwaltungsamt Maliana und östlich die Gemeinde Ermera. Der Marobo bildet nur einen Teil der Grenze zu Ermera. Zwei namenlose Siedlungen am Ostufer gehören zu Atudara. Entlang der Nordgrenze fließt der Fluss Boroulo, der in den Marobo mündet. Nordwestlich der Orte im Osten des Marobos befindet sich am Westufer das Dorf Leotoresi. Im Westen des Territoriums liegt das Dorf Tuturema mit seiner weit verstreuten Besiedlung. Im Zentrum liegen die Orte Biateho und Nuapu, die sich trotz der Namensgleichheit nicht in den jeweiligen Aldeia befinden. Der nördliche Teil des Berges Leolaco reicht bis in den Suco. Der Gipfel des Berges mit 1913 m liegt an der Stelle, wo die Grenzen der Aldeias Atudara, Raiheu und Manapa aufeinandertreffen. Seine westliche 1500-Meter-Höhenlinie bildet die Grenze zwischen Atudara und Manapa. Der Foho Biateo (Lage) ist ein Gipfel im Zentrum des Südterritoriums.
In Maumela befindet sich der Sitz des Sucos. Hier steht auch eine Sendeanlage der Telemor. Eine Grundschule gibt es in Biadila, Leotoresi und Tuturema. Dieser Teil des Sucos ist sehr abgelegen. Für die Parlamentswahlen in Osttimor 2007 mussten die Wahlurnen per Hubschrauber zum Wahllokal in der Grundschule gebracht werden. Im Südterritorium führt eine Piste In den Westen, Straßen zu den Siedlungen im Osten fehlen.

## Einwohner

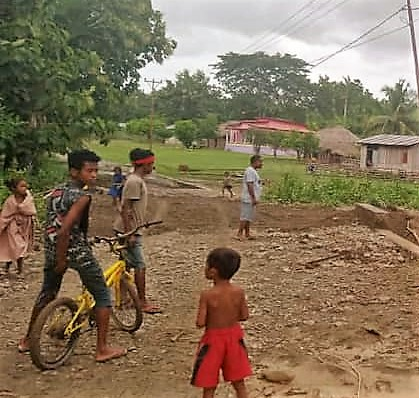
Im Suco Atudara

Im Suco leben 1.666 Einwohner (2022), davon sind 848 Männer und 818 Frauen. Im Suco gibt es 379 Haushalte. Über 90 % der Einwohner geben Kemak als ihre Muttersprache an. Jeweils weniger als 5 % sprechen Tetum Prasa oder Bunak.

## Geschichte
In Atadura wurde João Fernandes geboren, Mitglied der pro-indonesische Miliz Dadarus Merah Putih, dem vorgeworfen wird, am 8. September 1999 am Massaker in der Polizeistation von Maliana beteiligt gewesen zu sein. Fernandes soll der Mörder von Domingos Gonçalves Pereira, dem Chefe de Suco von Ritabou gewesen sein. 2001 wurde Fernandes in Dili vor Gericht gestellt.
Am 17. Dezember 2003 spülte eine Flut in Atudara und Meligo neun Häuser fort, sieben weitere wurden beschädigt. Zwar starben keine Menschen, aber Nutztiere gingen verloren und Felder zerstört. Das Gebiet war schon zuvor von Überflutungen betroffen.

## Politik

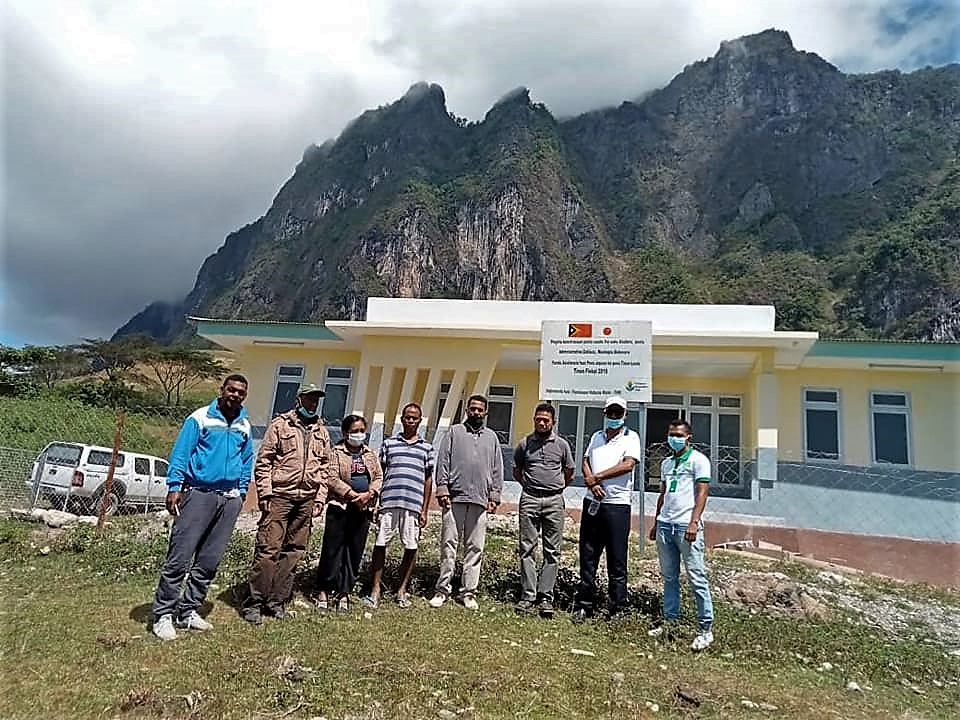
Gesundheitsposten in der Aldeia Tuturema

Bei den Wahlen von 2004/2005 wurde Manuel Ximenes zum Chefe de Suco gewählt und 2009, 2016 und 2023 in seinem Amt bestätigt.